# Isophya beybienkoi
Isophya beybienkoi is een rechtvleugelig insect uit de familie sabelsprinkhanen (Tettigoniidae). De wetenschappelijke naam van deze soort is voor het eerst geldig gepubliceerd in 1958 door Maran.
1. ↑  (en) Isophya beybienkoi op de IUCN Red List of Threatened Species.